# Wapishana
Wapishana (Uapichana, Ouapichianes, Oapixanas, Uapixana, Vapixana, Vapidiana, Valpidiana, Wapisiana, Wapisána, Wapixana, Wapitxâna, Wapixiana, Wapicána, Wapichána, Wapiachiyána), pleme američkih Indijanaca porodice Arawakan nastanjeno u južnoj Gvajani (9.000; 1993 SIL) i susjednom dijelu brazilske države Roraima (1.500). Njima pripadaju možda i plemenske skupine Atorai, Amariba i misteriozni Mawayana ili Maiopitian, poznatiji u ranijim vremenima kao Indijanci-Žabe.
Glavno selo Wapisianaca u vrijeme dolaska N. Guppyja bila je Karardanawa, koje je po njegovim riječima imalo oko 200 stanovnika. Kuće su im bile kolibe od šiblja, pokrivene slamom, jednosobne, s hamakom (visećom ležaljkom) kao glavnim namještajem. Drugo selo koje Guppy spomnje je Karar-tun, naziva ga predstražom Karardanawe, i kaže da tu Wapisianci žive dok pobiru ljetinu na poljima koja tu imaju, ili dok bi krčili nova polja u šumi.
Na području Gvajane gdje se govori engleski Wapisianci nose engleska imena. Ovdje danas žive u selima Sand Creek, Sawariwau, Katoonarib, Potarinau, Achiwib, Karaudanawa, Aishalton, Awarewaunau, Maruranau i Shea. 
Na području Brazila u općini Alto Alegre žive s Makuxima na 7 rezervata AI Anta, AI Mangueira, AI Pium, AI Boqueirão, AI Raimundão, AI Sucuba i AI Barata/Livramento. U općini Boa Vista žive na rezervatima AI Araça, AI Ponta da Serra, AI São Marcos, AI Serra da Moça i AI Truaru. Na posljednjoj općini Bonfim imaju rezervate AI Bom Jesus, AI Canauanim, AI Jaboti, AI Manoa/Pium, AI Recanto da Saudade, AI Tabalascada i AI Jacamim (dijelom je i u općini Caracaraí).